# Michael Nylander

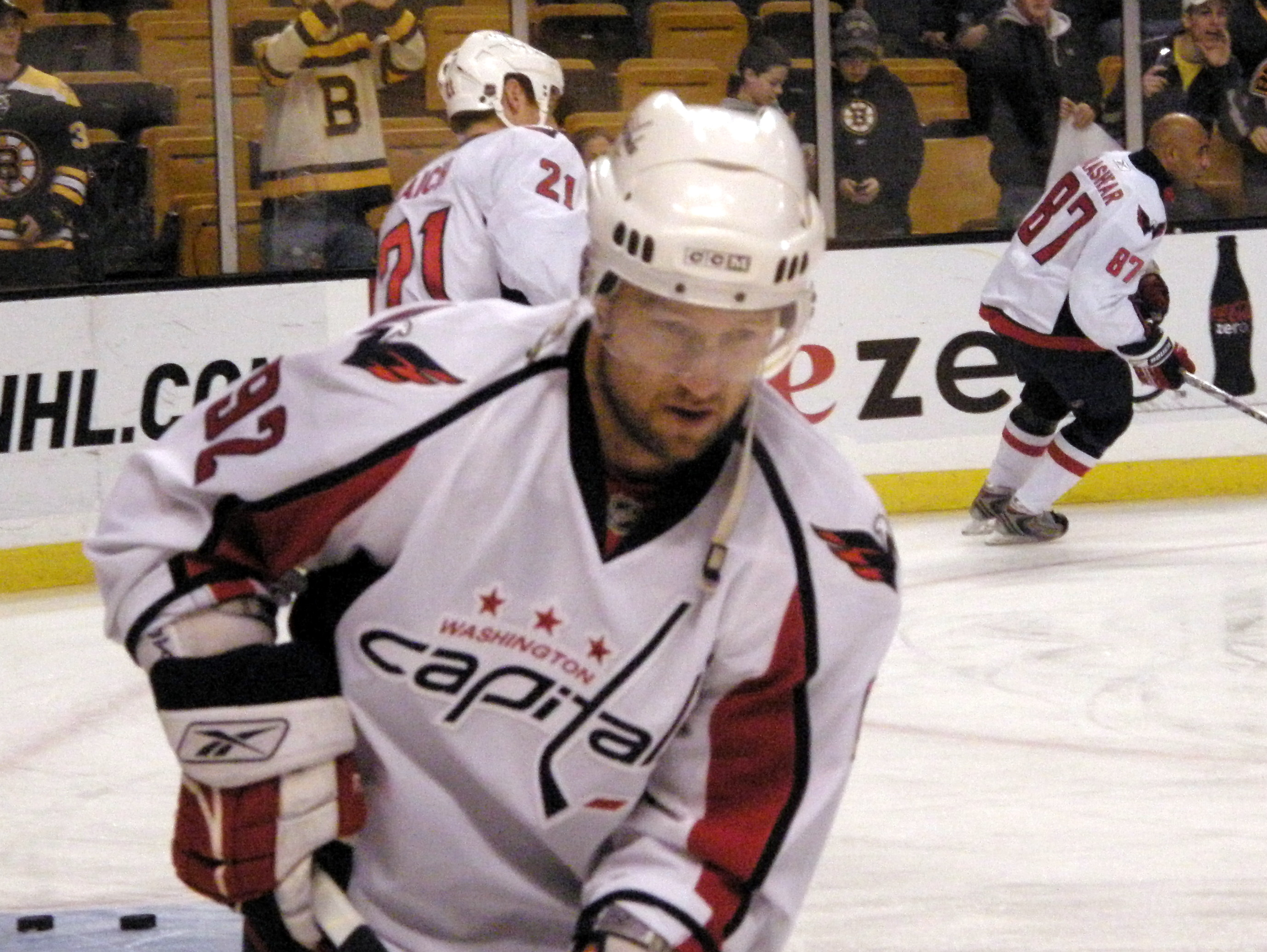
Michael Nylander i Washington Capitals 2009

Michael Gunnar Nylander, även kallad "Nyllet" i Sverige, född 3 oktober 1972 i Segeltorp, S:t Mikaels församling i Stockholms län, är en svensk före detta professionell ishockeyspelare (center).
Michael spelade för svenska landslaget i VM i ishockey 1992, 1993, 1997, 1999, 2004 och 2006, i OS 1998 och 2002 samt i World Cup i ishockey 1996. 1992 och 2006 var åren han blev världsmästare i ishockey.
23 oktober 2010 blev Nylander allvarligt skadad när han blev påkörd bakifrån under den andra perioden av en match mellan Rochester Americans och Grand Rapids Griffins. Han genomgick en framgångsrik ryggradsoperation 26 oktober 2010 och men missade ändå resten av säsongen 2010/2011 till följd av skadan.
2011 skrev han på ett så kallat "try-out-kontrakt" för Philadelphia Flyers.
2015 skrev Nylander på som assisterande tränare för OHL-laget Mississauga Steelheads.

## Privatliv
Michael Nylanders bror Peter var tidigare också professionell ishockeyspelare.
Nylander är gift med Camilla Altelius, som han har fem barn tillsammans med, samt ytterligare ett i ett tidigare förhållande eller äktenskap – Michelle (född 1994), William (född 1996, också professionell hockeyspelare), Alexander (född 1998, också professionell hockeyspelare), Jacqueline (född 2000), Stephanie (född 2003) och Daniella (född 2006).

## Klubbar
- 1975–1987, 1988–1991: Huddinge IK, Sverige
- 1987–1988: Wings HC, Sverige
- 1991–1992: AIK, Sverige
- 1992–1993: Hartford Whalers, USA, NHL
- 1993–1994: Springfield Indians, USA, AHL
- våren 1994, 1995–1996, 1997–1998: Calgary Flames, Kanada, NHL
- hösten 1994–1995: JyP, Finland (lockout)
- 1996–1997: HC Lugano, Schweiz
- våren–hösten 1999: Tampa Bay Lightning, USA, NHL
- hösten 1999–2002: Chicago Blackhawks, USA, NHL
- 2003–2004, 2007–2009: Washington Capitals, USA, NHL
- våren 2004: Boston Bruins, USA, NHL
- hösten 2004–2005: Oulun Kärpät, Finland (lockout)
- våren 2005: SKA Sankt Petersburg, Ryssland (lockout)
- våren 2005: Ak Bars Kazan, Ryssland (lockout)
- hösten 2005–2007: New York Rangers, USA, NHL
- hösten 2009–2010: Jokerit, Finland
- 2010–11: Rochester Americans, USA, AHL
- hösten 2011: ZSC Lions, Schweiz, NLA
- hösten 2011–2012: Kloten Flyers, Schweiz, NLA
- hösten 2012, hösten 2013: HC Vita Hästen, Sverige, Division 1 (lånad två matcher)
- hösten 2012: HC Bolzano, Italien (lånad en match)
- hösten 2012–2013: Södertälje SK, Hockeyallsvenskan
- hösten 2013–2014: Rögle BK, Hockeyallsvenskan
- våren 2014–: AIK, Sverige, SHL

## Meriter
- Junior 18 EM-guld 1990
- Junior 20 VM-silver 1992
- Junior 20 Uttagen som bäste forward 1992
- Junior 20 Uttagen i All Star Team
- Årets nykomling i Elitserien i ishockey 1992
- Finsk mästare 2005
- VM-guld 1992, 2006[3]
- VM-silver 1993, 1997, 2004[3]
- VM-brons 1999, 2002, 2010[3]
- VM 1997 Uttagen i All Star Team
- VM 1993 Flest målgivande passningar
- Stor Grabb nr 157